# Sistema APG
El sistema APG (en anglès: APG system, sigles derivades d'Angiosperm Phylogeny Group system) és un sistema de classificació de les plantes que actualment es considera obsolet. És la primera versió d'un sistema modern basat principalment en la filogenètica molecular. Va ser publicat el 1998 per l'Angiosperm Phylogeny Group. El 2003 es va fer la seva revisió pel sistema APG II, seguida el 2009 per una altra revisió (APG III) i el 2016 es va publicar la vigent APG IV.
El sistema original APG era diferent a altres sistemes, ja que no es basava no en les proves totals sinó en l'anàlisi cladística de la seqüència d'ADN de tres gens, dos gens del cloroplast i un gen que codifica els ribosomes. Això va provocar que algunes famílies de plantes ben establertes fossin incloses dins d'altres famílies. Els grups superiors es defineixen només com a clades, amb noms com monocots, eudicots, rosids, Asteridae.
Els principals grups d'aquest sistema són:
- angiospermes :
monocots
commelinoids
eudicots
core eudicots
rosids
eurosids I
eurosids II
Asteridae
euasterids I
euasterids II

Representation in color Arxivat 2006-08-22 a Wayback Machine.
El sistema APG reconeix 462 famílies i 40 ordres: 
- clade angiospermes
família Amborellaceae
família Austrobaileyaceae
família Canellaceae
família Chloranthaceae
família Hydnoraceae
Família Illiciaceae
família Nymphaeaceae [+ família Cabombaceae]
família Rafflesiaceae
família Schisandraceae
família Trimeniaceae
família Winteraceae
ordre Ceratophyllales
família Ceratophyllaceae
ordre Laurales
Família Atherospermataceae
Família Calycanthaceae
Família Gomortegaceae
Família Hernandiaceae
Família Lauraceae
Família Monimiaceae
Família Siparunaceae
ordre Magnoliales
Família Annonaceae
Família Degeneriaceae
Família Eupomatiaceae
Família Himantandraceae
Família Magnoliaceae
Família Myristicaceae
ordre Piperales
Família Aristolochiaceae
Família Lactoridaceae
Família Piperaceae
Família Saururaceae
clade monocots
Família Corsiaceae
Família Japonoliriaceae
Família Nartheciaceae
Família Petrosaviaceae
Família Triuridaceae
ordre Acorales
Família Acoraceae
ordre Alismatales
Família Alismataceae
Família Aponogetonaceae
Família Araceae
Família Butomaceae
Família Cymodoceaceae
Família Hydrocharitaceae
Família Juncaginaceae
Família Limnocharitaceae
Família Posidoniaceae
Família Potamogetonaceae
Família Ruppiaceae
Família Scheuchzeriaceae
Família Tofieldiaceae
Família Zosteraceae
ordre Asparagales
Família Agapanthaceae
Família Agavaceae
Família Alliaceae
Família Amaryllidaceae
Família Anemarrhenaceae
Família Anthericaceae
Família Aphyllanthaceae
Família Asparagaceae
Família Asphodelaceae
Família Asteliaceae
Família Behniaceae
Família Blandfordiaceae
Família Boryaceae
Família Convallariaceae
Família Doryanthaceae
Família Hemerocallidaceae
Família Herreriaceae
Família Hyacinthaceae
Família Hypoxidaceae
Família Iridaceae
Família Ixioliriaceae
Família Lanariaceae
Família Laxmanniaceae
Família Orchidaceae
Família Tecophilaeaceae
Família Themidaceae
Família Xanthorrhoeaceae
Família Xeronemataceae
ordre Dioscoreales
Família Burmanniaceae
Família Dioscoreaceae
Família Taccaceae
Família Thismiaceae
Família Trichopodaceae
ordre Liliales
Família Alstroemeriaceae
Família Campynemataceae
Família Colchicaceae
Família Liliaceae
Família Luzuriagaceae
Família Melanthiaceae
Família Philesiaceae
Família Ripogonaceae
Família Smilacaceae
ordre Pandanales
Família Cyclanthaceae
Família Pandanaceae
Família Stemonaceae
Família Velloziaceae
clade commelinoids
Família Abolbodaceae
Família Bromeliaceae
Família Dasypogonaceae
Família Hanguanaceae
Família Mayacaceae
Família Rapateaceae
ordre Arecales
Família Arecaceae
ordre Commelinales
Família Commelinaceae
Família Haemodoraceae
Família Philydraceae
Família Pontederiaceae
ordre Poales
Família Anarthriaceae
Família Centrolepidaceae
Família Cyperaceae
Família Ecdeiocoleaceae
Família Eriocaulaceae
Família Flagellariaceae
Família Hydatellaceae
Família Joinvilleaceae
Família Juncaceae
Família Poaceae
Família Prioniaceae
Família Restionaceae
Família Sparganiaceae
Família Thurniaceae
Família Typhaceae
Família Xyridaceae
ordre Zingiberales
Família Cannaceae
Família Costaceae
Família Heliconiaceae
Família Lowiaceae
Família Marantaceae
Família Musaceae
Família Strelitziaceae
Família Zingiberaceae
clade eudicots
Família Buxaceae
Família Didymelaceae
Família Sabiaceae
Família Trochodendraceae [+ família Tetracentraceae]
ordre Proteales
Família Nelumbonaceae
Família Platanaceae
Família Proteaceae
ordre Ranunculales
Família Berberidaceae
Família Circaeasteraceae [+ família Kingdoniaceae]
Família Eupteleaceae
Família Lardizabalaceae
Família Menispermaceae
Família Papaveraceae [+ família Fumariaceae i família Pteridophyllaceae]
Família Ranunculaceae
clade core eudicots
Família Aextoxicaceae
Família Berberidopsidaceae
Família Dilleniaceae
Família Gunneraceae
Família Myrothamnaceae
Família Vitaceae
ordre Caryophyllales
Família Achatocarpaceae
Família Aizoaceae
Família Amaranthaceae
Família Ancistrocladaceae
Família Asteropeiaceae
Família Basellaceae
Família Cactaceae
Família Caryophyllaceae
Família Didiereaceae
Família Dioncophyllaceae
Família Droseraceae
Família Drosophyllaceae
Família Frankeniaceae
Família Molluginaceae
Família Nepenthaceae
Família Nyctaginaceae
Família Physenaceae
Família Phytolaccaceae
Família Plumbaginaceae
Família Polygonaceae
Família Portulacaceae
Família Rhabdodendraceae
Família Sarcobataceae
Família Simmondsiaceae
Família Stegnospermataceae
Família Tamaricaceae
ordre Santalales
Família Olacaceae
Família Opiliaceae
Família Loranthaceae
Família Misodendraceae
Família Santalaceae
ordre Saxifragales
Família Altingiaceae
Família Cercidiphyllaceae
Família Crassulaceae
Família Daphniphyllaceae
Família Grossulariaceae
Família Haloragaceae
Família Hamamelidaceae
Família Iteaceae
Família Paeoniaceae
Família Penthoraceae
Família Pterostemonaceae
Família Saxifragaceae
Família Tetracarpaeaceae
clade rosids
Família Aphloiaceae
Família Crossosomataceae
Família Ixerbaceae
Família Krameriaceae
Família Picramniaceae
Família Podostemaceae
Família Stachyuraceae
Família Staphyleaceae
Família Tristichaceae
Família Zygophyllaceae
ordre Geraniales
Família Francoaceae
Família Geraniaceae [+ família Hypseocharitaceae]
Família Greyiaceae
Família Ledocarpaceae
Família Melianthaceae
Família Vivianiaceae
clade eurosids I
Família Celastraceae
Família Huaceae
Família Parnassiaceae [+ família Lepuropetalaceae]
Família Stackhousiaceae
ordre Cucurbitales
Família Anisophylleaceae
Família Begoniaceae
Família Coriariaceae
Família Corynocarpaceae
Família Cucurbitaceae
Família Datiscaceae
Família Tetramelaceae
ordre Fabales
Família Fabaceae
Família Polygalaceae
Família Quillajaceae
Família Surianaceae
ordre Fagales
Família Betulaceae
Família Casuarinaceae
Família Fagaceae
Família Juglandaceae
Família Myricaceae
Família Nothofagaceae
Família Rhoipteleaceae
Família Ticodendraceae
ordre Malpighiales
Família Achariaceae
Família Balanopaceae
Família Caryocaraceae
Família Chrysobalanaceae
Família Clusiaceae
Família Dichapetalaceae
Família Erythroxylaceae
Família Euphorbiaceae
Família Euphroniaceae
Família Flacourtiaceae
Família Goupiaceae
Família Hugoniaceae
Família Humiriaceae
Família Hypericaceae
Família Irvingiaceae
Família Ixonanthaceae
Família Lacistemaceae
Família Linaceae
Família Malesherbiaceae
Família Malpighiaceae
Família Medusagynaceae
Família Ochnaceae
Família Pandaceae
Família Passifloraceae
Família Putranjivaceae
Família Quiinaceae
Família Rhizophoraceae
Família Salicaceae
Família Scyphostegiaceae
Família Trigoniaceae
Família Turneraceae
Família Violaceae
ordre Oxalidales
Família Cephalotaceae
Família Connaraceae
Família Cunoniaceae
Família Elaeocarpaceae
Família Oxalidaceae
Família Tremandraceae
ordre Rosales
Família Barbeyaceae
Família Cannabaceae
Família Cecropiaceae
Família Celtidaceae
Família Dirachmaceae
Família Elaeagnaceae
Família Moraceae
Família Rhamnaceae
Família Rosaceae
Família Ulmaceae
Família Urticaceae
clade eurosids II
Família Tapisciaceae
ordre Brassicales
Família Akaniaceae [+ família Bretschneideriaceae]
Família Bataceae
Família Brassicaceae
Família Caricaceae
Família Emblingiaceae
Família Gyrostemonaceae
Família Koeberliniaceae
Família Limnanthaceae
Família Moringaceae
Família Pentadiplandraceae
Família Resedaceae
Família Salvadoraceae
Família Setchellanthaceae
Família Tovariaceae
Família Tropaeolaceae
ordre Malvales
Família Bixaceae [+ família Diegodendraceae]
Família Cistaceae
Família Cochlospermaceae
Família Dipterocarpaceae
Família Malvaceae
Família Muntingiaceae
Família Neuradaceae
Família Sarcolaenaceae
Família Sphaerosepalaceae
Família Thymelaeaceae
ordre Myrtales
Família Alzateaceae
Família Combretaceae
Família Crypteroniaceae
Família Heteropyxidaceae
Família Lythraceae
Família Melastomataceae
Família Memecylaceae
Família Myrtaceae
Família Oliniaceae
Família Onagraceae
Família Penaeaceae
Família Psiloxylaceae
Família Rhynchocalycaceae
Família Vochysiaceae
ordre Sapindales
Família Anacardiaceae
Família Biebersteiniaceae
Família Burseraceae
Família Kirkiaceae
Família Meliaceae
Família Nitrariaceae [+ família Peganaceae]
Família Rutaceae
Família Sapindaceae
Família Simaroubaceae
clade Asteridae
ordre Cornales
Família Cornaceae [+ família Nyssaceae]
Família Grubbiaceae
Família Hydrangeaceae
Família Hydrostachyaceae
Família Loasaceae
ordre Ericales
Família Actinidiaceae
Família Balsaminaceae
Família Clethraceae
Família Cyrillaceae
Família Diapensiaceae
Família Ebenaceae
Família Ericaceae
Família Fouquieriaceae
Família Halesiaceae
Família Lecythidaceae
Família Marcgraviaceae
Família Myrsinaceae
Família Pellicieraceae
Família Polemoniaceae
Família Primulaceae
Família Roridulaceae
Família Sapotaceae
Família Sarraceniaceae
Família Styracaceae
Família Symplocaceae
Família Ternstroemiaceae
Família Tetrameristaceae
Família Theaceae
Família Theophrastaceae
clade euasterids I
Família Boraginaceae
Família Plocospermataceae
Família Vahliaceae
ordre Garryales
Família Aucubaceae
Família Eucommiaceae
Família Garryaceae
Família Oncothecaceae
ordre Gentianales
Família Apocynaceae
Família Gelsemiaceae
Família Gentianaceae
Família Loganiaceae
Família Rubiaceae
ordre Lamiales
Família Acanthaceae
Família Avicenniaceae
Família Bignoniaceae
Família Buddlejaceae
Família Byblidaceae
Família Cyclocheilaceae
Família Gesneriaceae
Família Lamiaceae
Família Lentibulariaceae
Família Myoporaceae
Família Oleaceae
Família Paulowniaceae
Família Pedaliaceae [+ família Martyniaceae]
Família Phrymaceae
Família Plantaginaceae
Família Schlegeliaceae
Família Scrophulariaceae
Família Stilbaceae
Família Tetrachondraceae
Família Verbenaceae
ordre Solanales
Família Convolvulaceae
Família Hydroleaceae
Família Montiniaceae
Família Solanaceae
Família Spenocleaceae
clade euasterids II
Família Adoxaceae
Família Bruniaceae
Família Carlemanniaceae
Família Columelliaceae [+ família Desfontainiaceae]
Família Eremosynaceae
Família Escalloniaceae
Família Icacinaceae
Família Polyosmaceae
Família Sphenostemonaceae
Família Tribelaceae
ordre Apiales
Família Apiaceae
Família Araliaceae
Família Aralidiaceae
Família Griseliniaceae
Família Melanophyllaceae
Família Pittosporaceae
Família Torricelliaceae
ordre Aquifoliales
Família Aquifoliaceae
Família Helwingiaceae
Família Phyllonomaceae
ordre Asterales
Família Alseuosmiaceae
Família Argyrophyllaceae
Família Asteraceae
Família Calyceraceae
Família Campanulaceae [+ família Lobeliaceae]
Família Carpodetaceae
Família Donatiaceae
Família Goodeniaceae
Família Menyanthaceae
Família Pentaphragmataceae
Família Phellinaceae
Família Rousseaceae
Família Stylidiaceae
ordre Dipsacales
Família Caprifoliaceae
Família Diervillaceae
Família Dipsacaceae
Família Linnaeaceae
Família Morinaceae
Família ValerianaceaeNota: "+ ..." = família segragada opcional, que es pot separar de la dam´lia precedent.

- Famílies de posició incerta
Balanophoraceae
Bonnetiaceae
Cardiopteridaceae
Ctenolophonaceae
Cynomoriaceae
Cytinaceae
Dipentodontaceae
Elatinaceae
Geissolomataceae
Hoplestigmataceae
Kaliphoraceae
Lepidobotryaceae
Lissocarpaceae
Lophopyxidaceae
Medusandraceae
Mettenusiaceae
Mitrastemonaceae
Paracryphiaceae
Pentaphylacaceae
Peridiscaceae
Plagiopteraceae
Pottingeriaceae
Sladeniaceae
Strasburgeriaceae
Tepuianthaceae